# Cornella australiana
La cornella australiana (Corvus coronoides) és un ocell de la família dels còrvids (Corvidae).

## Hàbitat i distribució
Habita boscos i sabanes del sud-oest, centre i est d'Austràlia, des del sud-oest d'Austràlia Occidental, Austràlia Meridional i l'est del Territori del Nord i Queensland.